# 윌리엄 캑스턴

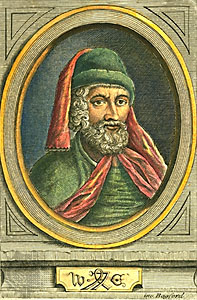
윌리엄 캑스턴

윌리엄 캑스턴(William Caxton, 1422년 경 ~ 1491년)은 영국의 인쇄업자 및 출판업자이다. 1471년에 쾰른에서 인쇄술을 배우고 돌아와 1476년부터 웨스트민스터 성당 부근에다 인쇄소를 만들어 책을 제작하였다. 근대 인쇄술의 아버지라고 불린다.